# نوار آئوزو

The Aouzou strip shown in red

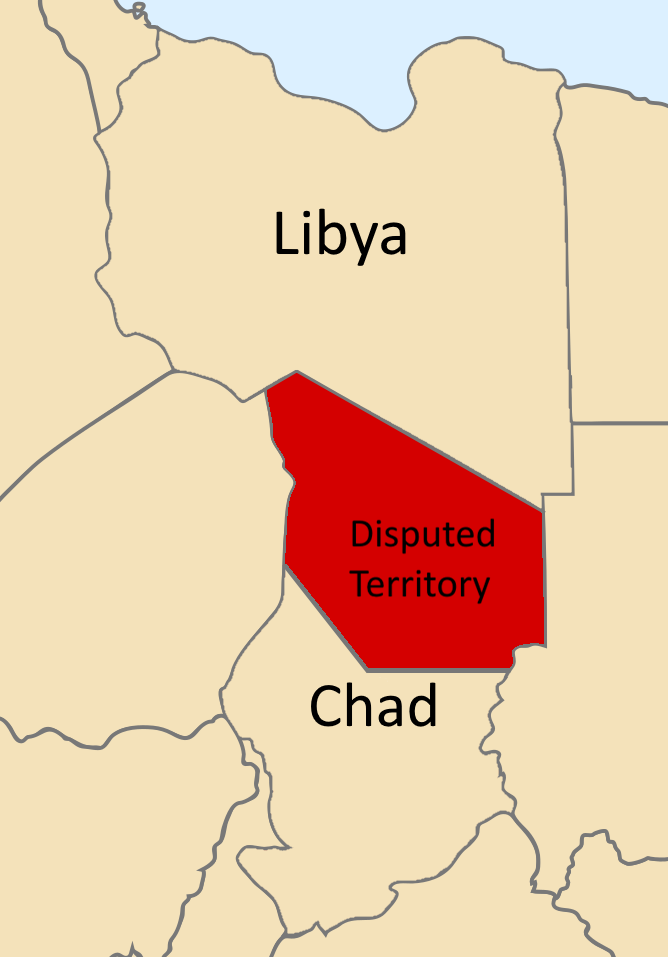
The territorial dispute between Libya and Chad which included the Aouzou Strip. Libya called the disputed area the Borderlands.

نوار آئوزو نواری از خشکی در شمال چاد است که در امتداد مرز با لیبی قرار دارد و از جنوب تا عمق حدود ۱۰۰ کیلومتری بورکو چاد امتداد دارد و ۱۱۴ هزار کیلومتر مربع وسعت دارد. این نوار نقش مهمی در جنگ چاد و لیبی داشت که در کنار منطقه سرزمین‌های مرزی توسط لیبی ادعا شد. این منطقه ۳ فوریه ۱۹۹۴ از لیبی به چاد داده شد.